# Marjorie Rice
Marjorie Rice, de soltera Jeuck (16 de febrer de 1923 - 2 de juliol de 2017) fou una matemàtica aficionada estatunidenca, coneguda pels seus descobriments en geometria. Rice va néixer a Saint Petersburg, Florida i va morir a San Diego, Califòrnia, on vivia amb el seu fill i la seva nora.

## Biografia
Marjorie Jeuck provenia d'una família pobra i amb un baix nivell educatiu de Florida. Per tant, no accedí a l'ensenyament superior malgrat l'interès pels coneixements adquirits a l'educació secundària. Es va casar amb Gilbert Rice el 1945, i el va seguir a Washington DC on va treballar primer abans de traslladar-se a San Diego. Marjorie Rice exercí una professió a Washington, però després del seu trasllat a Califòrnia es convertí en mestressa de casa.
La parella va tenir sis fills, un dels quals van morir en la infància. Oferí a un d'ells una subscripció a la popular revista científica Scientific American, que també llegia en absència de membres de la família. No explica als seus familiars les seves investigacions sobre tessel·lats pentagonals fins que no estigueren finalitzades i transmeses per ser confirmades pels especialistes. Mai no va presentar ella mateixa la seva obra, per timidesa, però va assistir a una conferència dedicada, entre altres coses, a la seva obra.
Va morir dos mesos després que estigués acabada la classificació dels 15 pentàgons convexos tessal·lonats, inclosos els 4 descoberts per Marjorie Rice. Greument malalta, no se'n va assabentar, tanmateix, fins a la seva mort.

## Obra
Després de llegir un article de Martin Gardner a la revista Scientific American sobre tessel·lats el desembre de 1975, va començar a dedicar el seu temps lliure a descobrir nous tessel·lats pentagonals, diferents maneres de recobrir el pla utilitzant formes pentagonals. Va desenvolupar el seu propi sistema de notació matemàtica per representar les restriccions i les relacions entre els costats i angles dels polígons i el va utilitzar per descobrir quatre nous tipus de tessel·lacions pentagonals i més de seixanta tessel·lacions diferents utilitzant diferents tipus de pentàgons el 1977. El treball de Rice va ser finalment examinat per la professora de matemàtiques Doris Schattschneider, que va desxifrar la inusual notació i va anunciar formalment els seus descobriments a la comunitat de matemàtics. Schattschneider també va descriure el treball de Rice com a emocionant, sobretot perquè va ser produït per un aficionat que no estava format en matemàtiques.
| Tipus 9                              | Tipus 11                                           | Tipus 12                                           | Tipus 13                               |
| ------------------------------------ | -------------------------------------------------- | -------------------------------------------------- | -------------------------------------- |
|                                      |                                                    |                                                    |                                        |
| b = c = d = e 2A + C = D + 2E = 360° | 2a + c = d = e A = 90°, 2B + C = 360° C + E = 180° | 2a = d = c + e A = 90°, 2B + C = 360° C + E = 180° | d = 2a = 2e B = E = 90°, 2A + D = 360° |

## Llegat
- Un dels tessel·lats descoberts per Rice va ser tallat en rajoles ceràmiques vidriades i instal·lat al vestíbul de la seu de la Mathematical Association of America a Washington DC.[5]
- Els seus documents i materials en suport dels seus descobriments matemàtics es conserven a la Col·lecció de Matemàtiques Recreatives Eugène Strens de la Biblioteca de la Universitat de Calgary, Alberta, Canadà[6]